# 2002年全米オープン (テニス)
2002年 全米オープン（2002ねんぜんべいオープン、US Open 2002）は、アメリカ・ニューヨークマンハッタンにある「USTAナショナル・テニスセンター」にて、2002年8月26日から9月8日にかけて開催された。

## シニア

### 男子シングルス
ピート・サンプラス def.  アンドレ・アガシ, 6-3, 6-4, 5-7, 6-4
- サンプラスは4大大会通算「14勝」で男子歴代1位記録を更新したが（全豪オープン2勝+ウィンブルドン7勝+全米オープン5勝＝総計14勝）、これが彼の現役最後の試合になった。

### 女子シングルス
セリーナ・ウィリアムズ def.  ビーナス・ウィリアムズ, 6-4, 6-3
- 2年連続で「ウィリアムズ姉妹対決の決勝」になった。前年の2001年は姉のビーナスが勝ったが、2002年は妹のセリーナが優勝した。セリーナの全米オープン優勝は、1999年以来3年ぶり2度目となる。

### 男子ダブルス
マヘシュ・ブパシ /  マックス・ミルヌイ def.  イジー・ノバク /  ラデク・ステパネク, 6-3, 3-6, 6-4

### 女子ダブルス
ビルヒニア・ルアノ・パスクアル /  パオラ・スアレス def.  エレーナ・デメンチェワ /  ヤネッテ・フサロバ, 6-2, 6-1

### 混合ダブルス
マイク・ブライアン /  リサ・レイモンド def.  ボブ・ブライアン /  カタリナ・スレボトニク, 7–6(9), 7–6(1)
- 双子の兄弟である「ブライアン兄弟」が登場。ボブとマイクがネットをはさんで戦い、マイクがレイモンドと組んで優勝した。

## ジュニア

### 男子シングルス
リシャール・ガスケ def.  マルコス・バグダティス, 7–5, 6–2

### 女子シングルス
マリア・キリレンコ def.  バルボラ・ストリコバ, 6–4, 6–4

### 男子ダブルス
Michel Koning /  Bas van der Valk def.  ブライアン・ベイカー /  クリス・グシオネ, 6-4, 6-4

### 女子ダブルス
エルケ・クライシュテルス /  キルステン・フリプケンス def.  Shadisha Robinson /  Tory Zawacki, 6-1, 6-3